# Покрајински парк диносауруса
Покрајински парк диносауруса је простор добро очуваних природних одлика хидрографије, педологије, геоморфолошки и геолошких карактеристика рељефа, у коме преовлађују природни екосистеми и фосилни трагови живота из праисторије. Парк је смеште у долини реке Ред Дир у средишту бедленда или „рђава земља“ (енгл. badland) у канадској провинцји Алберта, око 48 km североисточно од града Брукса.
У њему је откривена једна од значајних колекција диносауруса и других облика праисторијског живота на Земљи, због чега је и основан
овај парк природе 1955. године како би се заштитило једно од најбогатијих налазишта фосила диносауруса на свету. У парку је откривено око 40 врста диносауруса, од чега је близу 500, потпуно очуваних скелета из овог парка изложено дана у музејима широм света. Свеукупно, у Провинцијском парку диносауруса откривено је приближно 500 фосила живих врста од мискроскопских папрати до џиновских диносауруса, старих око 75 милиона година.

## Појам и статус провинцијског парка
Покрајински парк диносауруса је област земље, у власништву покрајине Алберта и државе Канаде, која се већим делом налази заштићена од људског утицаја. Овај парк је заштићена област Међународног удружења за заштиту природе - Категорија II.
Као појам, национални парк, се први пут дефинише на подручју Јелоустоуна у Сједињеним Америчким Државама, 1872. године на површини од 888.708 хектара.
На 10 Генералној Скупштини UICN (Међународна унија за очување природе), одржаној 1969. године у Њу Делхију, дата је дефиниција парка природе,у којој је наведено да је то:
Шире просторно подручје које представља један или више екосистема мало или никако измењен људском делатношћу или настањивањем, у коме се животињским и биљним врстама, геоморфолошким елементима и биљним и животињским стаништима даја посебан научни, образовни и рекреативни значај или у коме постоје природни пејзажи велике лепоте.
Паркови природе на свету могу се сврстати у најмање два типа: амерички и европски. Амерички тип националног парка, (у који спадају и Национални и покрајински паркови Канаде), формирани су у циљу туризма и рекреације грађана, за разлику од европског типа, који нпр. одговара парку Енгаден у Швајцарској, и више имају карактеристике резервата. У резерватима се живи свет потпуно слободно развија и живи, а само је заштићен од сваког утицаја човека.
Полазећи од наведених ставовова Покрајински парк диносауруса уписан је у УНЕСКО-ов списак места светске баштине у Америци 5. јун 1979. године, као научно-истраживачка, образовна, туристичка и рекреативна област у покрајини Алберта, заштићена од негативних утицаја људских делатности, са следећим образлођењем:
Покрајнски парк диносауруса садржи неке од најзначајнијих фосилних примерака из „доба диносауруса“ икада откривених у историји Земље. Ово имање има непревазиђене карактеристике по броју и високом квалитету сачуваних примерака  до сада који представљају више од 44 врсте, 34 рода и 10 породица диносауруса, старих између 75 и 77 милиона година. Парк има изузетне карактеристике приобалног станишта, као и безоземље изузетне естетске вредности.

## Заштита
Посебна пажња у Парку придаје се дугорочном праћењу и предузимању одговарајућих заштитних радњи у вези са низом фактора у самом парку и у његовој близини. Конкретно, ово укључује потенцијални развој инфраструктуре и објеката, испашу стоке, вађење нафте и гаса, утицаје туризма, посетилаца и њихове рекреације, потенцијалне утицаје климатских промена, као и нелегално уклањање (отуђење) палеонтолошких ресурса са простора парка.

## Положај и пространство
Покрајински парк диносауруса налази се у непосредној билизини градића Драмхелер у кандаској покрајини Алберта. Парк се простире на површини од 70 km² око долине реке Ред Дир у јогоисточном делу Алберте, на земљишту егзотичне лепоте које није обрадиво, јер садржи слојева пешчара и других седиментнних депозите, које су наносиле праисторијске река настале пре више од 75 милиона година, у западној унутрашњости отвореног мора, које је у потпуности покривало регион Северне Америке.

## Природне одлике
Земљишни простор на коме је размештен Парк диносауруса у геолошком смислу је тип значајно еродованог терена, познатог као „рђава земља“ или бедленд (енгл. badland). Код овог типа земљишта тло је богато глиновитом компонентом, која је значајно захваћена појавом интензивног јаружања. Агенси геоморфолошког процеса услед кога су настали ови процеси су вода и ветар.
Овакви терени су често тешко проходни и нису погодни за изградњу.
Седименти су настали у периоду од око 1,5 милиона година током кампанске фазе у епохи касне креде и припадају трима различитим геолошким формацијама. Најстарији је врх земаљске формације Олдман, који излази у подножју низа. Формација парка диносауруса, која садржи већину зглобних скелета диносауруса, настала је између 76,5 и 74,8 милиона година. Таложено је у плавним и приобалним равничарским срединама преко речних система који су текли на исток и југоисток до западног унутрашњег морског пута.
- Природне одлике парка

### Клима и водно земљиште
| Клима Драмхелера (норм. 1981—2010, екстр. 1923—данас) | Клима Драмхелера (норм. 1981—2010, екстр. 1923—данас) | Клима Драмхелера (норм. 1981—2010, екстр. 1923—данас) | Клима Драмхелера (норм. 1981—2010, екстр. 1923—данас) | Клима Драмхелера (норм. 1981—2010, екстр. 1923—данас) | Клима Драмхелера (норм. 1981—2010, екстр. 1923—данас) | Клима Драмхелера (норм. 1981—2010, екстр. 1923—данас) | Клима Драмхелера (норм. 1981—2010, екстр. 1923—данас) | Клима Драмхелера (норм. 1981—2010, екстр. 1923—данас) | Клима Драмхелера (норм. 1981—2010, екстр. 1923—данас) | Клима Драмхелера (норм. 1981—2010, екстр. 1923—данас) | Клима Драмхелера (норм. 1981—2010, екстр. 1923—данас) | Клима Драмхелера (норм. 1981—2010, екстр. 1923—данас) | Клима Драмхелера (норм. 1981—2010, екстр. 1923—данас) |
| Показатељ \ Месец                                     | .Јан.                                                 | .Феб.                                                 | .Мар.                                                 | .Апр.                                                 | .Мај.                                                 | .Јун.                                                 | .Јул.                                                 | .Авг.                                                 | .Сеп.                                                 | .Окт.                                                 | .Нов.                                                 | .Дец.                                                 | .Год.                                                 |
| ----------------------------------------------------- | ----------------------------------------------------- | ----------------------------------------------------- | ----------------------------------------------------- | ----------------------------------------------------- | ----------------------------------------------------- | ----------------------------------------------------- | ----------------------------------------------------- | ----------------------------------------------------- | ----------------------------------------------------- | ----------------------------------------------------- | ----------------------------------------------------- | ----------------------------------------------------- | ----------------------------------------------------- |
| Апсолутни максимум, °C (°F)                           | 15,5 (59,9)                                           | 18,0 (64,4)                                           | 28,0 (82,4)                                           | 33,9 (93)                                             | 37,0 (98,6)                                           | 39,4 (102,9)                                          | 40,6 (105,1)                                          | 38,1 (100,6)                                          | 37,2 (99)                                             | 33,3 (91,9)                                           | 23,9 (75)                                             | 17,3 (63,1)                                           | 40,6 (105,1)                                          |
| Максимум, °C (°F)                                     | −6,0 (21,2)                                           | −0,4 (31,3)                                           | 3,7 (38,7)                                            | 12,9 (55,2)                                           | 18,4 (65,1)                                           | 22,1 (71,8)                                           | 26,7 (80,1)                                           | 26,1 (79)                                             | 20,0 (68)                                             | 13,2 (55,8)                                           | 3,1 (37,6)                                            | −2,5 (27,5)                                           | 11,4 (52,5)                                           |
| Просек, °C (°F)                                       | −12,3 (9,9)                                           | −7,5 (18,5)                                           | −2,7 (27,1)                                           | 5,9 (42,6)                                            | 11,5 (52,7)                                           | 15,8 (60,4)                                           | 19,4 (66,9)                                           | 18,3 (64,9)                                           | 12,5 (54,5)                                           | 5,9 (42,6)                                            | −3,0 (26,6)                                           | −8,8 (16,2)                                           | 4,5 (40,1)                                            |
| Минимум, °C (°F)                                      | −18,6 (−1,5)                                          | −14,6 (5,7)                                           | −9,2 (15,4)                                           | −1,1 (30)                                             | 4,5 (40,1)                                            | 9,4 (48,9)                                            | 12,0 (53,6)                                           | 10,4 (50,7)                                           | 4,9 (40,8)                                            | −1,4 (29,5)                                           | −9,1 (15,6)                                           | −15,1 (4,8)                                           | −2,3 (27,9)                                           |
| Апсолутни минимум, °C (°F)                            | −43,9 (−47)                                           | −41,4 (−42,5)                                         | −37,8 (−36)                                           | −26,7 (−16,1)                                         | −9,4 (15,1)                                           | −2,8 (27)                                             | −2,8 (27)                                             | −6,7 (19,9)                                           | −11,7 (10,9)                                          | −22,5 (−8,5)                                          | −35,1 (−31,2)                                         | −42,8 (−45)                                           | −43,9 (−47)                                           |
| Количина падавина, mm (in)                            | 12,3 (0,484)                                          | 10,2 (0,402)                                          | 15,0 (0,591)                                          | 25,7 (1,012)                                          | 47,7 (1,878)                                          | 69,3 (2,728)                                          | 64,4 (2,535)                                          | 51,4 (2,024)                                          | 41,2 (1,622)                                          | 13,4 (0,528)                                          | 11,2 (0,441)                                          | 10,4 (0,409)                                          | 372,1 (14,65)                                         |
| Количина кише, mm (in)                                | 0,0 (0)                                               | 0,1 (0,004)                                           | 1,5 (0,059)                                           | 20,5 (0,807)                                          | 43,6 (1,717)                                          | 69,3 (2,728)                                          | 64,4 (2,535)                                          | 51,0 (2,008)                                          | 40,5 (1,594)                                          | 9,7 (0,382)                                           | 1,1 (0,043)                                           | 0,0 (0)                                               | 301,7 (11,878)                                        |
| Количина снега, cm (in)                               | 12,2 (4,8)                                            | 10,1 (3,98)                                           | 13,5 (5,31)                                           | 5,2 (2,05)                                            | 4,0 (1,57)                                            | 0,0 (0)                                               | 0,0 (0)                                               | 0,4 (0,16)                                            | 0,7 (0,28)                                            | 3,8 (1,5)                                             | 10,1 (3,98)                                           | 10,4 (4,09)                                           | 70,5 (27,76)                                          |
| Извор #1: Environment Canada                          |                                                       |                                                       |                                                       |                                                       |                                                       |                                                       |                                                       |                                                       |                                                       |                                                       |                                                       |                                                       |                                                       |
| Извор #2: Weatherbase                                 |                                                       |                                                       |                                                       |                                                       |                                                       |                                                       |                                                       |                                                       |                                                       |                                                       |                                                       |                                                       |                                                       |

Подручје Провинцијсог парка диносауруса је најтоплија и најсушим подрегија Алберте. Стални водотоци су релативно ретки и заузимају тек 6% површине парка, тако да због исушивања образују обалске терасе кршевите и вијугаве реке Ред Дир. Зато се ова река одликују усецима, широким терасама и усеченим обалама.

### Флора
Речне терасе подржавају бујну и разнолику вегетацијом у узастопним слојевима, од шумарака младих врба до сложених равница, шума јабланова и шикара високог жбуња, пролазних мочвара и густих грмовитих висоравни (којима доминирају биљке рода Artemisia Gentileschi (пелин) и породице Chenopodiaceaе. Обалске заједнице равничарских јабланова су међу најугроженијим стаништима у овом полу-сушном региону. Травњаци се ретко јављају, и то на плавинама реке и великим еродираним површинама стена.

### Фауна
Микроклима благих зима, у комбинацији с обилним залихама хране, чине идеално подручје за зимовање домаћих папкара као што је виторог антилопа, ушати јелен (Odocoileus hemionus) и белорепи јелен (Odocoileus virginianus).
- Домаћи папкари који зимују у парку

Фауна је такође богата са преко 150 врста птица које се овде гнезде, укључујући и неке угрожене као што су сури орао, преријски сокол (Falco mexicanus), рђави јастреб (Buteo regalis), мали сокол, главати сврачак  (Lanius ludovicianus), врабац и врабац скакавац (Ammodramus savannarum).
- Птице у парку
- Преријски сокол
- Рђави јастреб
- Главати сврачак
- Врабац скакавац

Од гмизаваца могу се пронаћи и жаба врсте Spea bombifrons..

## Палеонтолошка историја парка диносауруса
Ретке реке су на простору парк диносауруса на појединим местима дубоко урезале у стене, откривајући тако гелошка подручја из периода креде, и створиле велике површине „рђаве земље“ , највећи у Канади.
Велике реке које су текле овуда пре 75 милиона година оставиле су наслаге песка и блата који чине ободне делове долине, брда и пешчанике (пешчане стубове) данашњег парка диносауруса. Пре око 15.000 година ово подручје је било равно и покривено глечерима дебљине од око 600 m. Након леденог доба и топљења глечера остали су канала и стрме стрне, а кристали леда, ветар и вода су наставили даље обликовање „рђаве земље“.
И данас вода из преријских потока и одвода и даље наставља да обликује крајолик и открива његове чврсте темеље.
Током касне креде, пре 75 милиона година, крајолик је био потпуно другачији. Клима је била суптропска са бујним шумама које су покривале обалску равницу. Реке су текле источно преко равнице у топло унутрашње море Bearpaw или „Медвеђу шапу“. Ниска мочварна земља била је дом разним животињама, укључујући и диносаурусе. Услови који су у каснијем периоду владали у Алберти били су погодни за очување фосилизираних костију.
Између 1979. и 1991. године на овом простору прикупљено је укупно 23.347 фосилних узорака, укључујући и 300 костура диносауруса, који представљају 35 врсте и 34 рода из 12 породице диносауруса, укључујући примере из свих познатих група диносауруса из периода креде.
Парк је познат по томе што је једно од највећих складишта фосила диносауруса на свету. Овде су пронађени остаци више од 500  диносауруса који припадају групи од 39  врста.
Пронађени су и очувани остаци различитих група слатководних кичмењака, водоземаца (жабе, даждевњаци), гмизаваца и сисара. Сисари су чешће представљени фосилизованим зубима него костима.
Најприсутнији палонтолошки примерци су они из породице Hadrasauridae, Ornithomimidae, Tyrannosauridae, Nodosauridae, Pachycephalosauridae и Ceratopsidae.
| Врсте              | Родови |
| ------------------ | --- |
| Ceratopsia         | - Leptoceratops sp. - Centrosaurus apertus, C. brinkmani - Styracosaurus albertensis - Pachyrhinosaurus - Chasmosaurus belli, C. russelli - Vagaceratops irvinensis |
| Hadrosauridae      | - Corythosaurus casuarius - Gryposaurus notabilis, G. incurvimanus - Lambeosaurus lambei, L. magnicristatus - Prosaurolophus maximus - Parasaurolophus walkeri      |
| Ankylosauria       | - Panoplosaurus - Edmontonia - Euoplocephalus tutus |
| Hypsilophodontidae | - Orodromeus |
| Pachycephalosauria | - Stegoceras |
| Tyrannosauridae    | - Daspletosaurus torosus - Gorgosaurus libratus |
| Ornithomimidae     | - Ornithomimus - Struthiomimus |
| Caenagnathidae     | - Chirostenotes pergracilis - Chirostenotes elegans - Chirostenotes collinsi                                                                                        |
| Dromaeosauridae    | - Dromaeosaurus albertensis - Saurornitholestes - Hesperonychus elizabethae                                                                                         |
| Troodontidae       | - Troodon |

## Албертосаурус(Albertosaurus sarcophagus)
Албертосаурус је био је главни предатор свог времена, и близак рођак тираносауруса рекса, који је живео неколико милиона година касније. Први примерак Албертосауруса открио је 1884. године Џосеф Тирел, тада млади геолог током истраживања налазишта угља у долини реке Ред Дир.
Албертосаурус је у периоду креде био најчешћи и највећи месождер који је живео у Алберти (данас парку диносауруса). Тешко је и предвидети шта се све дешавало у областима где су живели ови гиганти, крећући се кроз бујна, полу-тропска екосистема у периоду креде богате различитом фауном.
- Албертосауруси окружени прашумом, део су прве музејске поставке која приказаним репликама, дочарава живот у парку диносауруса у доба креде